# ヤーコプ・アードルング
ヤーコプ・アードルング（Jakob Adlung または アーデルング Adelung 1699年1月14日 - 1762年7月5日）は、ドイツのオルガニスト、教育者、楽器製作者、音楽史家、音楽理論家。

## 生涯
アードルングはエアフルトに程近いビンダースレーベンに生まれた。オルガニストだった父のダーフィト・アードルングはヤーコプの初めての師となり、母はトンドルフ出身のドロテーア・エリーザベタ・モイエリーン（Dorothea Elisabetha Meuerin）であった。アードルングは1711年からエアフルトの聖アンドレアス初等学校に通い、1713年からは市内のギムナジウムへと移った。この時期に彼はクリスティアーン・ライヒャルトの家で暮らしており、ライヒャルトからもオルガンを習っていた。1723年から1726年にかけてはイェーナ大学で哲学、文献学、神学を修め、さらにヨハン・ニコラウス・バッハの下でオルガンを学んだ。この時期、彼はヴァイマルでヨハン・ゴットフリート・ヴァルターと交友関係を築き、ヴァルターから音楽理論に関する著作を借り受けた。後にアードルングはこれを題材に数冊の本を執筆するが、1736年に彼の家を襲った火災により大半が焼失してしまった。1737年にエアフルトへと戻った彼は、ヨハン・ハインリヒ・ブットシュテットがこの世を去ると後任として説教家教会のオルガニストとなり、その後没するまでこの職を務めた。また、アードルングはエアフルトのギムナジウムで語学の教授を務め、彼自身の見積もったところでは、1728年から1762年の間に218人のオルガンの生徒、284人の語学の生徒を受け持ったという。さらに、彼は鍵盤楽器の製造も行っており、同型の16台を完成させている。1732年に結婚したエリーザベト・リッターは、マクデブルク近郊のグロース＝ヴァンツレーベンの市長の娘であった。

## 作品
アードルングは18世紀中頃の優れた音楽理論家のひとりに数えられる。理論、美学、音楽習慣に関する重要かつ包括的な著作を遺したヨハン・マッテゾン、ローレンツ・クリストフ・ミツラー、ヨハン・ゴットフリート・ヴァルターと共に、とりわけバロック音楽と古楽器の演奏法に関しては彼らの作品は豊かであると同時に、一部は今日になってもいまだ利用されていない情報源なのである。
『Anleitung zu der musikalischen Gelahrtheit』には、アードルングが見出すことができた音楽史、音楽に関係する数学、平均律、オルガン、その他楽器、歌唱、通奏低音、コラールとコラール前奏曲、即興、イタリアタブラチュア、そして作曲に関する記録が収められている。作曲家として、彼は主としてオルガン曲を作曲した。アードルングによれば、17世紀の終わりにドイツへ平均律を導入したのは、アンドレアス・ヴェルクマイスターであったという。

## 著作
アードルングの自叙伝は、『Musica mechanica organoedi』の第2部の「Vorrede」に遺されている。
- Musica mechanica organoedi, 1726 (Berlin, 1768); a modern edition by C. Mahrenholz (Kassel, 1931; English translation  by Quentin Faulkner, Lincoln, NE, 2011) - effectively a comprehensive organ builder's encyclopedia, with descriptions of more than 80 German organs. The edition made by J.L. Albrecht and J.F. Agricola provides an insight into Johann Sebastian Bach's opinions on organ building and design through the editorial notes, drawn from their student-teacher relationship.
- Anleitung zu der musikalischen Gelahrtheit (Erfurt, 1758, 1783)
- Musikalisches Siebengestirn, das ist Sieben zu der edlen Tonkunst gehörige Fragen (Berlin, 1768)